# Saint Procule (Michel-Ange)
Pour les articles homonymes, voir Saint Procule.
Saint Procule est une  statue en marbre réalisée par Michel-Ange à Bologne entre 1494 et 1495 et représentant saint Procule un martyr de la ville, pour l'arche de Saint Dominique, dans la Basilique San Domenico.

## Description
Le regard plein de colère annonce le David.